# Serranus dewegeri
Serranus dewegeri е вид лъчеперка от семейство Serranidae.

## Разпространение
Видът е разпространен в западния Атлантик по северното крайбрежие на Южна Америка.

## Описание
Има удължено тяло със заострена глава. Цветът на тялото е кафяв, като избледнява до жълтеникавокафяв в долната си част. В основата на гръдните перки има голямо тъмнокафяво петно, зад което има бледо жълтеникаво-кафява линия.
Достига максимална дължина от 35 – 43 см, при максимално тегло от 1,3 кг.